# Jan Hijzelendoorn sr.
Johannes Antonius Jacobus (Jan) Hijzelendoorn (17 november 1904 - 3 maart 1974) was een Nederlands wielrenner. Jan Hijzelendoorn was gespecialiseerd in de sprint (baanwielrennen) en werd in 1924 Nederlands kampioen bij de amateurs.
Zijn zoon Jan Hijzelendoorn Jr. was ook wielrenner en nam namens Nederland deel aan de Olympische Spelen van 1948 en 1952. De bijnaam van Hijzelendoorn Sr. was De Hit, omdat hij ook een paardenslagerij bezat in de Jordaan. Zijn zoon had later dezelfde bijnaam.
Zijn kleinzoon Jan Hijzelendoorn was honkballer en werper in het Nederlands honkbalteam.

## Erelijst
1924
 Nederlands kampioen sprint, Amateurs